# Мультилінійна функція
Мультилінійною функцією  в лінійній алгебрі називають функцію багатьох змінних, яка є лінійною щодо кожної змінної. 